# NGC 505
NGC 505 ist eine Linsenförmige Galaxie vom Hubble-Typ S0 im Sternbild Fische auf der Ekliptik. Sie ist schätzungsweise 252 Millionen Lichtjahre von der Milchstraße entfernt und hat einen Durchmesser von etwa 65.000 Lichtjahren. 

Im selben Himmelsareal befinden sich u. a. die Galaxien NGC 489, NGC 509, NGC 516, NGC 518.
Das Objekt wurde am 1. Oktober 1864 von dem deutschen Astronomen Albert Marth entdeckt.